# Anatolij Jabłunowski
Anatolij Jabłunowski, ros. Анато́лий Яблуно́вский (ur. 23 października 1949) – radziecki kolarz torowy, trzykrotny medalista mistrzostw świata.

## Kariera
Pierwszy sukces w karierze Anatolij Jabłunowski osiągnął w 1973 roku, kiedy na mistrzostwach świata w San Sebastián wywalczył srebrny medal w sprincie indywidualnym amatorów. W zawodach tych wyprzedził go jedynie Francuz Daniel Morelon, a trzecie miejsce zajął Włoch Giorgio Rossi. Na rozgrywanych dwa lata później mistrzostwach świata w Liège Jabłunowski wspólnie z Siergiejem Komiełkowem zdobył brązowy medal w wyścigu tandemów. Taki sam wynik osiągnął podczas mistrzostw świata w Lecce w 1976 roku, gdzie partnerował mu Władimir Siemieniec. Ponadto w 1975 roku zajął trzecie miejsce w zawodach sprinterskich rozgrywanych w Kopenhadze. Jabłunowski nigdy nie startował na igrzyskach olimpijskich.